# Black Notley
Black Notley is een civil parish in het bestuurlijke gebied Braintree, in het Engelse graafschap Essex. De plaats telt 2.478 inwoners.

## Geboren
- John Ray (1627-1705), botanicus